# Ambatomainty (Haute Matsiatra)
Ambatomainty is een plaats en commune in het zuiden van Madagaskar, behorend tot het district Ikalamavony, dat gelegen is in de regio Haute Matsiatra. Tijdens een volkstelling in 2001 telde de plaats 6.401 inwoners.
De plaats biedt enkel lager onderwijs aan. 95 % van de bevolking werkt als landbouwer en 5 % houdt zich bezig met veeteelt. het belangrijkste landbouwproduct is rijst; andere belangrijke producten zijn pinda's, bonen en maniok. Verder is 1% actief in de dienstensector.